# 佐白山
佐白山（さしろさん）は茨城県笠間市にある山。三角点（三等三角点「城山」）のある場所は182.1メートルだが、 佐志能神社のある山頂は205メートルとなっている。

## 概要
笠間盆地の中央に位置しており、全山が樹木に覆われた植生豊かな山で、自生する植物は数百種にも及ぶ。古くは信仰の山で、神の使いとされる白い雉、白い鹿、白い狐が住むことから「三白山」と呼ばれていたと言う。また、白雉2年（651年）に真言宗の｢三白山三白寺｣が山頂に建立されたとも言い伝えられている。山内にあった多くの神社や寺院は鎌倉時代に笠間城が築城されたことなどから他所に移されたり破却され、江戸時代になると笠間藩の藩庁が置かれた。現在も堀跡や石垣など城の遺構が残り、笠間市による調査や保存が行なわれて、城址公園として整備されている。
城址公園の本丸跡南側に三等三角点「城山」がある。さらに「笠間城天主跡」の標識のある石段を登ったところに山頂があり、山頂には佐志能神社が祀られている。
山は笠間県立自然公園に含まれ、西麓の笠間城下屋敷跡に整備された佐白山麓公園は春のサクラや秋の紅葉で、笠間つつじ公園は春先のツツジによって、笠間市民の憩いの場となっている。山中には笠間城以前にあった寺院の争いについての言い伝えが残る「大黒石」があり、佐白山の歴史と関りが深い玄勝院や正福寺といった寺院も点在。山麓には笠間日動美術館や笠間芸術の森公園が置かれている。
佐白山を含む周辺は1950年（昭和25年）に茨城百景、2004年（平成16年）には美しい日本の歩きたくなるみち500選に選定された。